# Nutation (astronomi)

Jorden roterar (R) runt sin egen axel (grön). Jordaxeln spinner i sin tur kring en axel (streckad) som är normal mot ekliptikalplanet (jordens banplan) vilket kallas precession (blå). Nutationen (röd) är avvikelser i precessionens riktning och hastighet. Nutationen är kraftigt överdriven (egentligen har den betydligt fler perioder och mycket mindre amplitud).

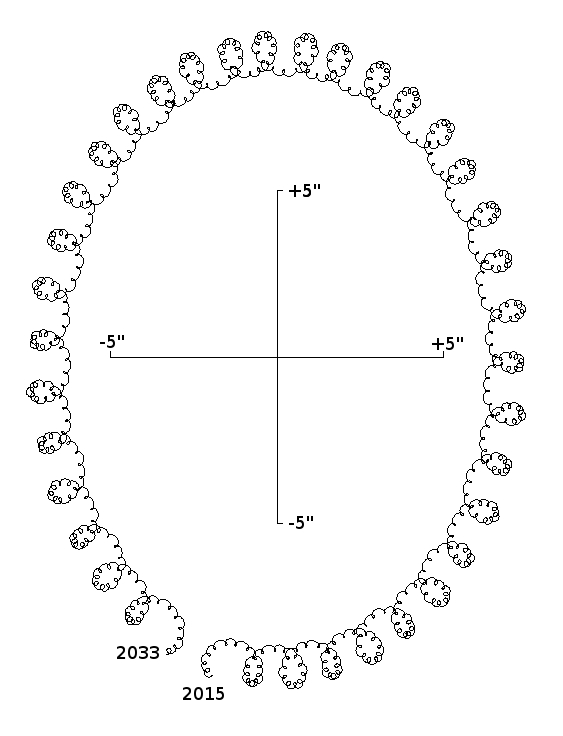
Jordaxelns nutation från 1 januari 2015 till 1 januari 2033 i förhållande till medelpolen och sedd från jordens centrum mot medelpolen. Hela ellipsen, principalnutationen, har en period på 18,6 år. Halvårs- och tvåveckorsnutationerna framträder klart som "överlagrade spiralslingor". Att nutationen är större på vintern än på sommaren syns genom att varannan ögla är större i den nedre delen av ellipsen (i den övre delen motsvarar öglorna vår respektive höst och någon påtaglig skillnad föreligger ej).

Med nutation (från latin nutare, "nicka", "vackla") avses inom astronomin periodiska avvikelser i en himlakropps precession. Vanligen avses jordaxelns nutation, d.v.s. små avvikelser i dess riktning i förhållande till den långperiodiska riktningsändring som sker genom dess precession.

## Jordaxelns nutation
Liksom precessionen drivs nutationen av de gravitationskrafter som verkar på (den elastiska) jordens  ellipisoidala form från andra himlakroppar. Med precessionen avses jordaxelns (som går genom polerna och är vinkelrät mot ekvatorialplanet) genomsnittliga vridning runt en axel vinkelrät (normal) mot banplanet kring solen (ekliptikalplanet) och riktad mot de ekliptiska polerna. Denna axelvridning bildar en cirkel med drygt 23 graders radie kring normalaxeln och har en period på cirka 25 800 år. På grund av att dessa krafters inverkan varierar periodiskt med tiden, kommer precessionens jämna rörelse att störas - dessa störningar kallas nutation. Med precession menas därför en jämn cirkelrörelse med jämn hastighet av en medelpol kring den ekliptiska axeln. Nutationen beskrivs med två termer uttryckta i ekliptiska koordinater (sfäriska koordinater med ekliptikan som basplan):
- Δψ avvikelse i longitud: om jordaxeln ligger före eller efter medelpolen i vridningen.
- Δε avvikelse i oblikvitet (90° minus latituden): om jordaxeln lutar mer eller mindre i förhållande till ekliptikans normalaxel jämfört med medelpolen.

Nutation uppkommer genom att de krafter som driver precessionen varierar periodiskt, vilket beror på att den vinkel som riktningen till himlakroppen i fråga bildar mot jordens ekvatorialplan (och även på att avståndet till himlakroppen) varierar med tiden. Dessa krafter strävar att "räta upp" jordaxeln i förhållande till himlakroppens läge så att "ekvatorsbulan" är riktad mot himlakroppen, på grund av att den del av "bulan" som är närmast himlakroppen attraheras något starkare än den del som är längst bort. På grund av att kraften är riktad mot himlakroppen blir effekten en ellipsformad avvikelse av den faktiska polen från medelpolen. De himlakroppar som främst orsakar jordaxelns nutation är solen och månen, medan de övriga planeterna endast lämnar blygsamma bildrag, vilka i allmänhet kan försummas. Nutationen kan delas in i tre huvudkomponenter:
- Principal nutation orsakas av att lutningen på månens bana är 5,1° mot ekliptikalplanet. Då detta plan vrider sig ett varv på 18,6 år (kallat månnodernas regression) innebär det att månbanans lutning varierar mellan 28,6 och 18,4 grader i förhållande till ekvatorsplanet med denna period. Ett maximum följs av ett minimum 9,3 år senare, och efter ytterligare 9,3 år inträffar ett nytt maximum. Denna nutation ger en variation i ekliptsk latitud med ±9,2" och i ekliptisk longitud med ±17,2".[1] Sett från jordens centrum motsvarar denna avvikelse en ellips med halva storaxeln 9,2" och halva lillaxeln 6,8" (det senare värdet fås genom att multiplicera Δψ med sin ε). Hur liten nutationen är i förhållande till precessionen visas av att precessionen är cirka 50" per år i ekliptisk longitud, vilket motsvarar cirka 20" sett från jordens centrum (på de drygt 18 år som denna nutation tar på sig flyttas medelpolen 370", medan nutationen orsakar en variation i läge med ±6,8" i precessionens riktning och ±9,2" tvärs denna). Denna nutation är retrograd.
- Halvårsnutation uppkommer genom att jorden passerar dagjämningspunkterna två gånger årligen. Eftersom solen då befinner sig i jordens ekvatorialplan är den nutationsalstrande kraften (ungefär) noll, medan den då jorden befinner sig vid solstånden är maximal eftersom vinkeln mellan solen och jordens ekvatorialplan då är maximal. Vid båda solstånden verkar kraften i samma riktning (mot ett upprätande av jordaxeln mot ekliptikalplanet) och därför blir det två maxima och två minima med en period på ett halvt år. Denna nutation har en amplitud på 1,3" i longitud och 0,6" i latitud.[1] Nutationen är prograd.
- Tvåveckorsnutation orsakas av månen på samma sätt som halvårsnutationen och dess period är näst intill en halv siderisk månad (13,66 dygn[2]).[1] Tvåveckorsnutationen är prograd.

Utöver dessa nutationer finns ytterligare variationer. Exempelvis gör jordbanans excentricitet att effekterna är starkare vid perihelion (i januari) än vid aphelion (i juli) - om drygt 10 000 år kommer det omvända att vara fallet på grund av periheliets precession. Därtill kommer effekter från de övriga planeternas lägen. IAUs nutationsserie 2000A har 1365 korrektionstermer, varav 678 beror av månen och solen allena, medan 687 även beror av planeterna.
Nutation (och precession) innebär ändring av jordaxelns riktning i förhållande till ekliptikan och skall inte blandas samman med polrörelse som innebär att jordskorpan förflyttar sig relativt jordaxeln (beroende på omfördelning av massa i och på jorden; som strömmar i manteln, haven och atmosfären).

## Historia
Medan precessionen upptäcktes redan av Hipparkos (cirka 125 f.Kr.), dröjde det ända till 1700-talet innan (principal)nutationen upptäcktes. Upptäckten gjordes av James Bradley som, efter att ha studerat stjärnors deklination under 20 års tid, offentliggjorde sina upptäckter 1748 inför Royal Society i London (under dessa studier hade han tidigare upptäckt aberrationen). På förslag från John Machin beskrevs sedan nutationen som en ellips kring medelpolen. Redan året efter Bradleys upptäckt kom d'Alembert med en förklaring och en utvecklad matematisk teori i Recherches sur la précession des équinoxes et sur la nutation de l'axe de la Terre. Efter att ha läst d'Alemberts skrift kom Leonhard Euler 1750 med en utveckling av denna (publicerad 1751 i en skrift med samma namn som den förstnämnda). I sitt arbete beskrev Euler även halvårsnutationen och 1758 pubicerade han en allmän teori för roterande styva kroppar. De första användbara teorierna med en elastisk mantel och en flytande kärna kom med Henri Poincaré 1910 och vidare utveckling av dessa gjordes sedan av Harold Jeffreys med start 1948.